# Palotoa Teparo
Palotoa Teparo es una comunidad nativa del pueblo Matsigenka, ubicada en el distrito de Manu, provincia del Manu, departamento de Madre de Dios.Esta comunidad cuenta con resolución de reconocimiento R.D. 015-87-AG-RA-XXIV-MD y resolución de titulación R.M. N° 00363-90-AG/DGRA-AR.

## Extensión, población y lengua
La comunidad cuenta con una extensión de 65.1 km cuadrados  y una población de 96habitantes. Esta comunidad es de la lengua Arawak.

## Educación
Esta comunidad cuenta con una entidad educativa de nivel primaria aunque esto no figura en la información oficial.

## Conservación del territorio
Una de las mayores preocupaciones de esta comunidad es la conservación de su territorio de las constantes amenazas por parte de colonos dedicados a la deforestación ilegal. Para cuidar su territorio los comuneros se vienen organizando como guardabosques comunitarios.